# ディーカラー
株式会社ディーカラー（英: D-COLOR）は、かつて存在した日本の声優事務所。日本声優事業社協議会会員であった。
2024年7月16日、代表取締役平岡照己のSNSにて同年8月1日付でのアミュレートと事業統合が発表された。最終所属者は一部を除きアミュレートへ移籍し、同年7月31日をもって同社との事業統合により事実上事業停止している（法人格は2025年5月現在も現存）。

## 事業統合発表時の主な所属声優
特記なき場合はアミュレートへ移籍。

### 男性
| あ行 - 石川和之 - 大友直人（フリー） - 鬼塚真吾（フリー） か行 - 加藤清司 - 小林達也 | さ行 - 斎藤寛仁 - 佐藤友啓 た行 - 武井和歩 は行 - 細川祥央 | ま行 - 三浦博和（フリー） や行 - 矢口雄 - 谷内健 - 山崎重 |

### 女性
| あ行 - 浅井清己 - 宇田川紫衣那 - 大村歌奈（フリー） - 小田真由美 か行 - 菊永あかり - 国吉美奈子 - 小林さとみ | た行 - 多田このみ - 紬良郁水 - 戸田亜紀子 な行 - 野瀬碧里 - 西薗雪乃 | ま行 - 三井好美 や - ら行 - 吉田小百合 - 陸田由貴 |

## かつて所属していた声優

### 男性
- 大林洋平
- さかき孝輔（現所属：懸樋プロダクション）
- 阪口周平（現所属：アクセント）
- 清水一貴
- 十河圭祐
- 園岡新太郎（現所属：ネクシード）
- 田村真（現所属：懸樋プロダクション）
- 中川慶一（現所属：アクセント）
- 堀江一眞（現所属：アクセント）
- 梁田清之（フリー転向後死去）
- 横山遵（現所属：WITH LINE）
- 渡辺アキラ（現所属：maximum合同会社）[3]

### 女性
- 石毛佐和（フリー）
- 神田清夏
- 小松美智子（現所属：エクステンション）
- 酒井玲（現所属：INSPIONエージェンシー）
- 津村まこと（現所属：青二プロダクション）
- 平野夏那子
- 松村宏美
- 村田知沙（現所属：ACT.OZ）
- 松川奈央

## スタッフ
- 吉田理保子 - キャスティングコーディネイター、元声優。以前はオフィス野沢、メディアフォースのマネージャー